# Bela anna
Bela anna é uma espécie de gastrópode da família Mangeliidae.